# Carta sobre los ciegos para uso de los que ven

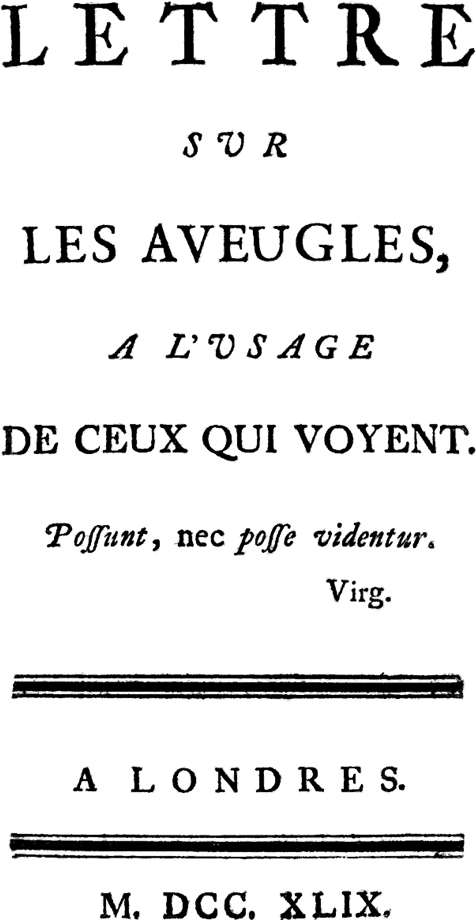
Portada de la primera edición de 1749

Carta sobre los ciegos para uso de los que ven cuyo título original en francés es Lettre sur les aveugles à l’usage de ceux qui voient  es un ensayo de Denis Diderot publicado por primera vez en Londres en 1749. Se trata de un escrito filosófico en formato de carta en el que por primera vez el autor sostiene una posición claramente materialista y atea.
Aunque no aparece el nombre de la mujer destinataria de la carta, se supone que se trata de la escritora feminista Madeleine de Puisieux con quien Diderot sostuvo una relación amorosa entre 1745 y 1750, seguida de una larga amistad y correspondencia hasta más allá de 1768.

## Tema y contenido
El tema de la ceguera, en torno al cual se construye la argumentación filosófica desarrollada en este ensayo, no es en absoluto original de Diderot y fue tratado repetidas veces en el Siglo de las Luces
El texto de esta carta se estructura en tres partes. Diderot comienza relatando su visita al ciego de Puisaux, cuya ceguera es de nacimiento. La segunda parte de la carta se dedica a analizar el caso del matemático Nicholas Saunderson, un destacado profesor de Oxford e inventor también ciego. En la tercera y última parte, reflexiona y toma posición en el debate acerca del problema de Molyneux. 
Además de ser una carta enjundiosa en su contenido filosófico y con proposiciones juiciosas sobre aspectos de la física, la moral y la metafísica de la ceguera, Diderot logra en este ensayo una solución más exacta, más precisa, y al mismo tiempo más general al famoso problema de Molyneux, que las que habían expresado Hobbes y Condillac. Sin embargo, lo que escandalizó a la censura religiosa es el relato de que Saunderson, ciego de nacimiento, rechazara escuchar las palabras del sacerdote en el lecho de muerte por considerarlas algo completamente ajeno a sus percepciones.
Esto, unido a la postura materialista defendida en todo el ensayo, hizo que el escrito se considerara una escandalosa y manifiesta postura ateísta de Diderot y le costó que se dictara una orden de detención en su contra. Fue conducido a la Bastilla, donde permaneció encarcelado tres meses y diez días. Durante 29 días se lo mantuvo incomunicado, sin libros, lectura ni luz y sometido a apremiantes interrogatorios.  Finalmente, y debido a que el gobierno aprobó la edición de la Encyclopédie, cuya impresión estaba retrasándose por causa de la detención de Diderot, fue puesto en libertad.